# Ruža Viterbska
Sveta Ruža Viterbska ((tal.) Rosa da Viterbo, Viterbo, Lacij, između 1233. i 1235. – Viterbo, 6. ožujka 1251. ili 1252.), talijanska katolička djevica, mističarka i svetica. 

## Životopis
Ruža je rođena u Viterbu godine 1233. od oca Ivana i majke Katarine. Već kao dijete imala je mistične doživljaje, a prema predaji, u dobi od svega tri godine uskrisila je majčinu sestru. Voljela je hraniti ptice kruhom što su joj zbog neimaštine priječili. Jednom prilikom uhvatili su je dok je u pregači nosila kruh, ali čudom kruh se pretvorio u ruže. Drugom prilikom išla je na izvor po vodu i razbila vrč. Čudesno ga je sastavila. Voljela je odlaziti u crkve i slušati propovijedi Male braće koje bi u susretima s prijateljicama prepričavala.
Na blagdan Svetog Nikole godine 1250. tijekom teške bolesti doživjela je viđenje. Ukazale su joj se duše bliskih preminulih osoba, a potom i Majka Božja. Gospa ju je ozdravila i potakla da se priključi franjevačkom svjetovnom redu. Počela je propovijedati i pozivati sugrađane na pokoru i pokajanje, te upozoravati na krivovjerja koja su prijetila jedinstvu Crkve.
Tijekom sukoba cara Fridrika II. i pape Inocenta IV. Ruža i njena obitelj, zbog vjernosti papi, kratko su vrijeme od carske stranke bili prognani iz Viterba. Nakon pobjede papinske stranke vratili su se u Viterbo. Prema predaji, na povratku u Viterbo Ruža je kod mjesta Vitorchiano ozdravila ženu slijepu od rođenja te obratila jednog okorjelog krivovjerca. Kao znak da je Bog s njome neozlijeđena je prošla kroz plamen. Pokušala je ući u red klarisa, ali nije bila primljena. Umrla je 6. ožujka 1251. godine.

## Štovanje
Papa Aleksandar IV. bio je veliki štovatelj Ruže Viterbske. Po njegovoj želji njeni posmrtni ostatci preneseni su u crkvu Svete Marije od Ruža. Prilikom posjeta Viterbu papa je doživio tri viđenja Svete Ruže. Svetom ju je proglasio papa Kalist III. godine 1459. Zaštitnica je od pelagre.

## Vanjske poveznice
Ostali projekti
|  | Zajednički poslužitelj ima još gradiva o temi Ruža Viterbska |

Mrežna mjesta
- Centro studi Santa Rosa da Viterbo (tal.)